# Go-Mun-Kultur
| Prähistorische Kulturen Vietnams | Prähistorische Kulturen Vietnams |
| Altsteinzeit                     | Altsteinzeit                     |
| -------------------------------- | -------------------------------- |
| Dieu-Kultur                      | ca. 30.000 v. Chr.               |
| Sơn-Vi-Kultur                    | 20.000–12.000 v. Chr.            |
| Mittelsteinzeit                  |                                  |
| Hòa-Bình-Kultur                  | 12.000–10.000 v. Chr.            |
| Jungsteinzeit                    |                                  |
| Bắc-Sơn-Kultur                   | 9.000–5.000 v. Chr.              |
| Quỳnh-Văn-Kultur                 | 3.000–1 v. Chr.                  |
| Đa-Bút-Kultur                    | 4.000–1.700 v. Chr.              |
| Bronzezeit                       |                                  |
| Phùng-Nguyên-Kultur              | 2.000–1.500 v. Chr.              |
| Đồng-Đậu-Kultur                  | 1.500–1.000 v. Chr.              |
| Gò-Mun-Kultur                    | 1.000–700 v. Chr.                |
| Đông-Sơn-Kultur                  | 800 v. Chr.–200 n. Chr.          |
| Eisenzeit                        |                                  |
| Sa-Huỳnh-Kultur                  | 500 v. Chr.–100 n. Chr.          |
| Óc-Eo-Kultur                     | 1–630 n. Chr.                    |

Bei der Go-Mun-Kultur (Gò-Mun-Kultur) handelt es sich um eine bronzezeitliche Kultur im heutigen Vietnam. Sie blühte von etwa 1000 bis 700 v. Chr. und folgte auf die Đồng-Đậu-Kultur. Sie hatte in etwa deren Ausdehnung. Die Go-Mun-Kultur ist nach dem Fundort Go Mun in der Provinz Phú Thọ benannt. Sie ist vor allem im Norden des Landes bezeugt. Die Leute der Go-Mun-Kultur verarbeiteten Bronze, jedoch sind auch Steinobjekte noch häufig anzutreffen. Knochen war dagegen ein eher seltenes Material, doch gibt es Amulette aus Tiger-, Schweine- oder Hundezähnen.
Die Keramik ist dunkelgrau oder hellrot und hart gebrannt. Bei den Formen sind hohe Beine und weite Bäuche beliebt. Die Keramik ist mit Ritzmustern dekoriert. 